# سیارک ۱۵۳۲۸۹
سیارک ۱۵۳۲۸۹ (به انگلیسی: 153289 Rebeccawatson، نامگذاری:2001FB10) صد و پنجاه و سه هزار و دویست و هشتاد و نهمین سیارک کشف شده‌است که در ۲۲ مارس ۲۰۰۱ کشف شد.